# Algoritmo de Levenberg–Marquardt
Em matemática e computação, o Método de Levenberg–Marquardt ou Algoritmo de Levenberg–Marquardt (LMA na sigla em inglês) é um método de otimização publicado primeiramente por Kenneth Levenberg e aperfeiçoado por Donald Marquardt.
O método procura o mínimo local em uma função e converge mais rapidamente do que um algoritmo genético.